# Rasmus Jønsson
Rasmus Jønsson (født 29. december 1970) er en dansk journalist, politisk kommentator og ekstern lektor i politisk kommunikation ved Roskilde Universitet. Jønsson er uddannet cand.comm. fra Roskilde Universitet. Han var fra maj 2007 til januar 2008 spindoktor for Ny Alliance, men driver i dag PR-firmaet New Deals sammen med Michael Jeppesen. 
Tidligere har Jønsson været gæstevært på radioprogrammet P1 Debat, ligesom han ofte fungerer som politisk kommentator i medierne.
Rasmus Jønsson havde en fremtrædende rolle i Christoffer Guldbrandsens film om Ny Alliance, Dagbog fra Midten. 